# 1938 у Тернопільському воєводстві
| Роки в Тернопільській області 1920 • 1921 • 1922 • 1923 • 1924 • 1925 • 1926 • 1927 • 1928 • 1929 • 1930 • 1931 • 1932 • 1933 • 1934 • 1935 • 1936 • 1937 • 1938 • 1939 • 1940 • 1941 • 1942 • 1943 • 1944 • 1945 • 1946 • 1947 • 1948 • 1949 • 1950 • 1951 • 1952 • 1953 • 1954 • 1955 • 1956 • 1957 • 1958 • 1959 • 1960 • 1961 • 1962 • 1963 • 1964 • 1965 • 1966 • 1967 • 1968 • 1969 • 1970 • 1971 • 1972 • 1973 • 1974 • 1975 • 1976 • 1977 • 1978 • 1979 • 1980 • 1981 • 1982 • 1983 • 1984 • 1985 • 1986 • 1987 • 1988 • 1989 • 1990 • 1991 • 1992 • 1993 • 1994 • 1995 • 1996 • 1997 • 1998 • 1999 • → Див. також: XIX століття • XXI століття |

## Особи

### Народилися
- 1 січня — український господарник Адам Щепановський, нар. у Підпилип'ї на Борщівщині, пом. 2010
- 14 січня — український письменник, ґрунтознавець, громадський діяч Левко Різник, нар. у Нараєві на Бережанщині
- 28 березня — український кібернетик, логік Ігор Вітенько, нар. у Чернихівцях на Збаражчині
- 1 квітня — український історик, краєзнавець, публіцист Єфрем Гасай, нар. у Токах на Підволочищині
- 2 квітня — український геофізик, метеоролог Володимир Волощук, нар. у Давидківцях на Чортківщині
- 6 травня —
  - український скульптор Георгій Басюк, нар. у Синівцях на Лановеччині
  - український радянський діяч, слюсар ВО «Тернопільський комбайновий завод», депутат Верховної Ради УРСР 8-10-го скликань Василь Горішний, нар. у Білоголовах на Зборівщині
- 1 червня — український хормейстер, музикант та педагог Любомир Боднарук, нар. у Чорткові, пом. 2009 у Чернігові
- 1 липня — український економіст Остап Василик, нар. у Сороках на Бучаччині, пом. 2004 у Києві
- 15 липня — майор армії США Мирон Дідурик, нар. у Мужилові на Підгаєччині, пом. 1970 у Південному В'єтнамі
- 28 серпня — український прозаїк, член Спілки письменників України Данило Сивицький, нар. у Мшанці на Теребовлянщині
- 31 серпня — український журналіст Богдан Бартків, нар. в Осташівцях на Зборівщині, пом. 1979 в Тернополі, похований у рідному селі
- 23 вересня — український фізик-теоретик Ігор Стасюк, нар. у Бережанах
- 25 вересня — український археолог, мистецтвознавець, історик, поет, викладач і громадсько-політичний діяч Ігор Ґерета, нар. у Скоморохах біля Тернополя, пом. 2002 у Тернополі, пох. у Великій Березовиці
- 17 серпня — українська народна майстриня вишивання Любов Єрусалимець, нар. у Кременці
- 5 листопада — українська мисткиня-килимарниця, член Української Гельсінської групи Стефанія Шабатура, нар. в Іване-Золотому на Заліщанщині, пом. 2014 у Львові
- 24 листопада — український кінорежисер-документаліст, сценарист Павло Фаринюк, нар. у Мушкарові на Борщівщині